# Sarcoglottis villosa
Sarcoglottis villosa là một loài thực vật có hoa trong họ Lan. Loài này được (Poepp. & Endl.) Schltr. miêu tả khoa học đầu tiên năm 1920.